# Brita Sigourney
Brita Jean Sigourney (Monterey, 17 de enero de 1991) es una deportista estadounidense que compite en esquí acrobático, especialista en la prueba de halfpipe.
Participó en dos Juegos Olímpicos de Invierno, obteniendo una medalla de bronce en Pyeongchang 2018, en la prueba de halfpipe, y el sexto lugar en Sochi 2014, en la misma prueba.
Ganó una medalla de bronce en el Campeonato Mundial de Esquí Acrobático de 2019. Adicionalmente, consiguió cinco medallas en los X Games de Invierno.

## Medallero internacional
| Juegos Olímpicos   | Juegos Olímpicos            | Juegos Olímpicos  | Juegos Olímpicos |
| Año                | Lugar                       | Medalla           | Prueba           |
| ------------------ | --------------------------- | ----------------- | ---------------- |
| 2018               | Pyeongchang (Corea del Sur) | Medalla de bronce | Halfpipe         |
| Campeonato Mundial |                             |                   |                  |
| Año                | Lugar                       | Medalla           | Prueba           |
| 2019               | Park City (Estados Unidos)  | Medalla de bronce | Halfpipe         |

| X Games de Invierno | X Games de Invierno    | X Games de Invierno | X Games de Invierno |
| Año                 | Lugar                  | Medalla             | Prueba              |
| ------------------- | ---------------------- | ------------------- | ------------------- |
| 2011                | Aspen (Estados Unidos) | Medalla de plata    | Superpipe           |
| 2012                | Aspen (Estados Unidos) | Medalla de bronce   | Superpipe           |
| 2015                | Aspen (Estados Unidos) | Medalla de bronce   | Superpipe           |
| 2018                | Aspen (Estados Unidos) | Medalla de plata    | Superpipe           |
| 2022                | Aspen (Estados Unidos) | Medalla de plata    | Superpipe           |